# Kazimierz Dominik Ogiński
Kazimierz Dominik Ogiński herbu własnego (zm. 10 października 1733) – wojewoda wileński od 1730, wojewoda trocki, marszałek Trybunału Głównego Wielkiego Księstwa Litewskiego w 1726 roku, starosta gorzdowski, uszpolski, sejwejski, wiżański, poeta.
Był synem Jana Jacka i jego drugiej żony Joanny z Naruszewiczów.
Poseł sejmiku połockiego na sejm koronacyjny 1676 roku, poseł sejmiku orszańskiego na sejm zwyczajny 1692/1693 roku, poseł sejmiku pińskiego na sejm 1695 roku. Poseł sejmiku powiatu pińskiego na sejm konwokacyjny 1696 roku, poseł na sejmy 1698, 1701–1702, 1703, 1712. Związany ze swoim starszym przyrodnim bratem Grzegorzem Antonim prowadził pod jego przywództwem kampanię przeciwko Sapiehom. 5 lipca 1697 roku podpisał w Warszawie obwieszczenie do poparcia wolnej elekcji, które zwoływało szlachtę na zjazd w obronie naruszonych praw Rzeczypospolitej. W czasie walk Augusta II Mocnego ze Stanisławem Leszczyńskim poparł konfederację sandomierską. Był uczestnikiem Walnej Rady Warszawskiej 1710 roku.
W 1729 roku otrzymał Order Orła Białego.
Wszedł do historii literatury jako poeta choć jego twórczość nie doczekała się druku.